# أرملة وثلاث بنات (فلم)
أرملة وثلاث بنات هو فيلم مصري عرض عام 1965، بطولة زيزي البدراوي ونوال أبو الفتوح ونادية النقراشي وأمينة رزق، الفيلم مأخوذ عن مسرحية الغربان للكاتب الفرنسي هنري بيك ومن إخراج جلال الشرقاوي.

## قصة الفيلم
يستولي دياب على نصيب أسرة شريكه محفوظ بعد وفاته المفاجئة، ما يعرض أسرته المكونه من زوجته وبناتها الثلاثة لأزمة مادية كبيرة وتتراكم عليهم الديون في الوقت الذي يعتدي جودت خطيب زهرة عليها بعد أن استسلمت له أملًا في إتمام زواجهما سريعًا، إلا إن والدته تجبره على الابتعاد عنها بعدما ساء وضعهم المالي.

## طاقم التمثيل
- زيزي البدراوي: (زهرة)
- نوال أبو الفتوح: (هدى)
- نادية النقراشي: (ليلى)
- أمينة رزق: (زينب)
- صلاح منصور: (دياب)
- زوزو حمدي الحكيم: (أنيسة)
- زين العشماوي: (شوقي)
- عصمت عباس: (جودت)
- سعد أردش: (فهمي)
- سعيد أبو بكر: (عبد المحسن)
- رجاء يوسف: (بيسة)
- أحمد طنطاوي: (المهندس)
- نجيب عبده: (صاحب الكباريه)
- حسين إسماعيل: (تاجر الموبيليا)
- فتحية طنطاوي: (خادمة أنيسة)
- أحمد أبو عبية: (البارمان)
- جلال الشرقاوي: (الطبيب)

## فريق العمل
- إخراج: جلال الشرقاوي
- قصة: عن مسرحية الغربان للكاتب الفرنسي هنري بيك
- سيناريو وحوار: السيد الشوربجي
- مدير التصوير: مجدي سعد
- مونتاج: عطية عبده
- موسيقى تصويرية: يوسف شوقي
- إنتاج: الشركة العامة للإنتاج السينمائي العربي
- توزيع: الشركة العامة لتوزيع وعرض الأفلام السينمائية